# Arceuthobium americanum
Arceuthobium americanum é uma espécie de visco anão conhecido como visco-anão-americano. É uma planta comum do oeste da América do Norte, onde vive em florestas de pinheiros de alta altitude. É uma planta parasita que vive sobre o Pinheiro Lodgepole, particularmente a subespécie Pinus contortus ssp. Murrayana, o pinheiro Tamarack. Esta subespécie de pinheiro é mais comum na Cordilheira da Cascata e na Serra Nevada. O visco anão americano tem uma estrutura em forma de coral amarelo-verde acima da superfície da casca da árvore, enquanto a maior parte do parasita está sob a casca. As sementes amadurecem no final do verão e se dispersam para as árvores próximas. Descobriu-se que esta espécie dispersa explosivamente as suas sementes através da termogênese.